# Internationale Filmfestspiele von Cannes 2005
Die 58. Internationalen Filmfestspiele von Cannes 2005 wurden vom 11. Mai bis zum 22. Mai 2005 veranstaltet.

## Wettbewerb
Es traten folgende Filme den Wettbewerb um die Goldene Palme von Cannes an:

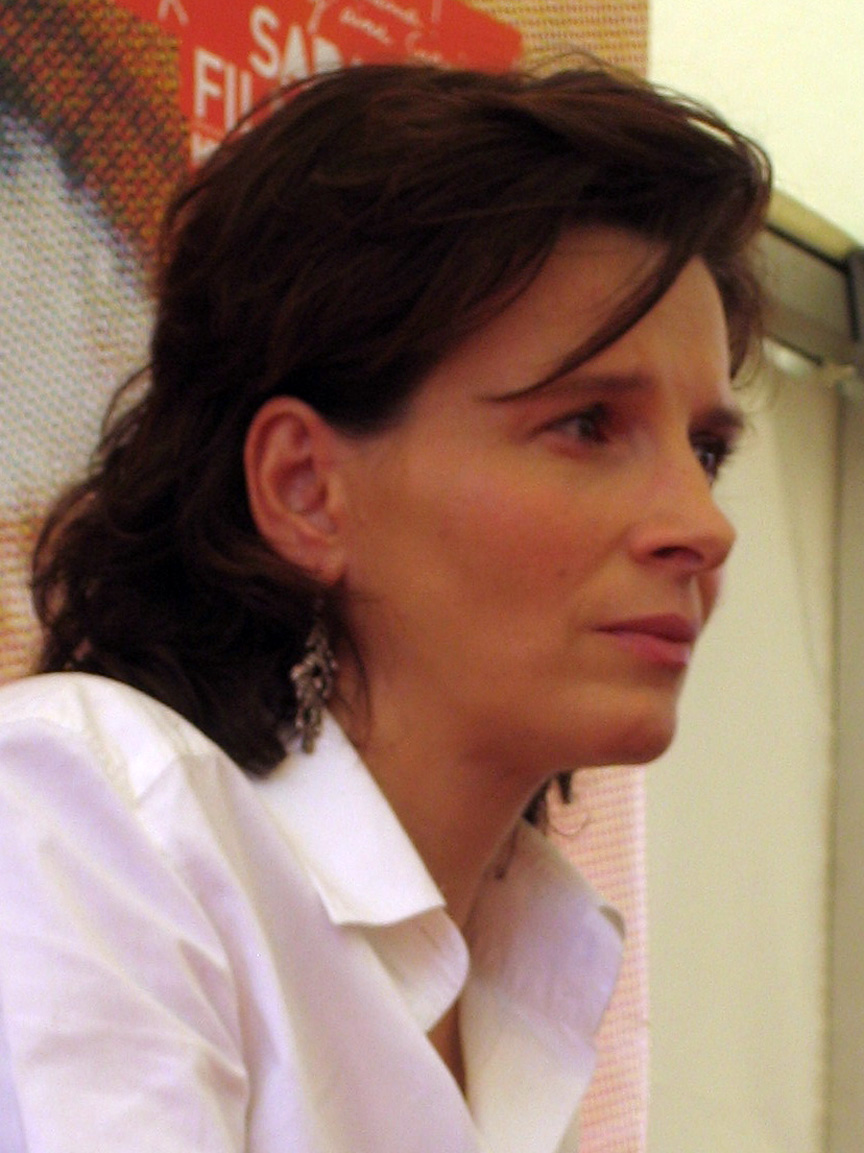
Juliette Binoche

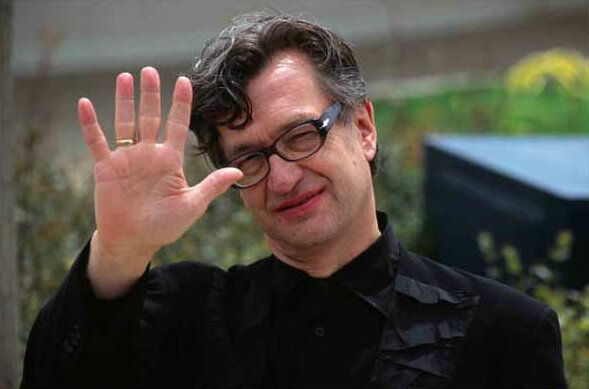
Wim Wenders

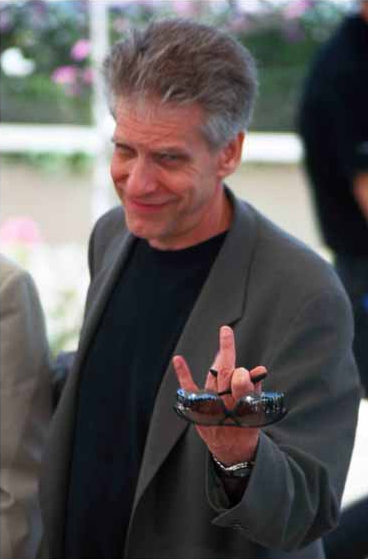
David Cronenberg

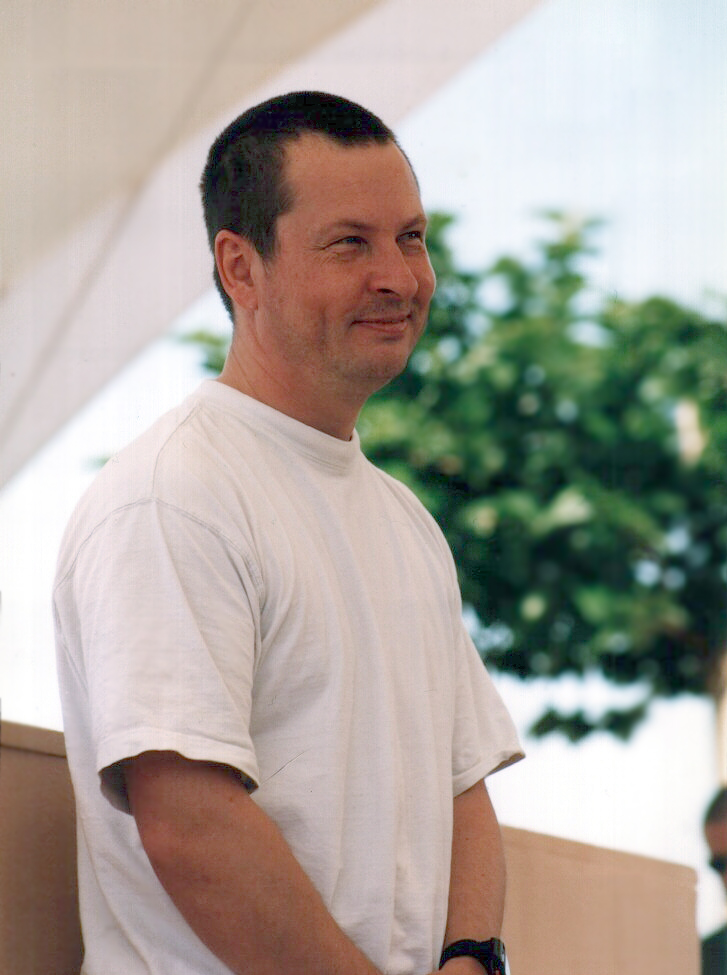
Lars von Trier

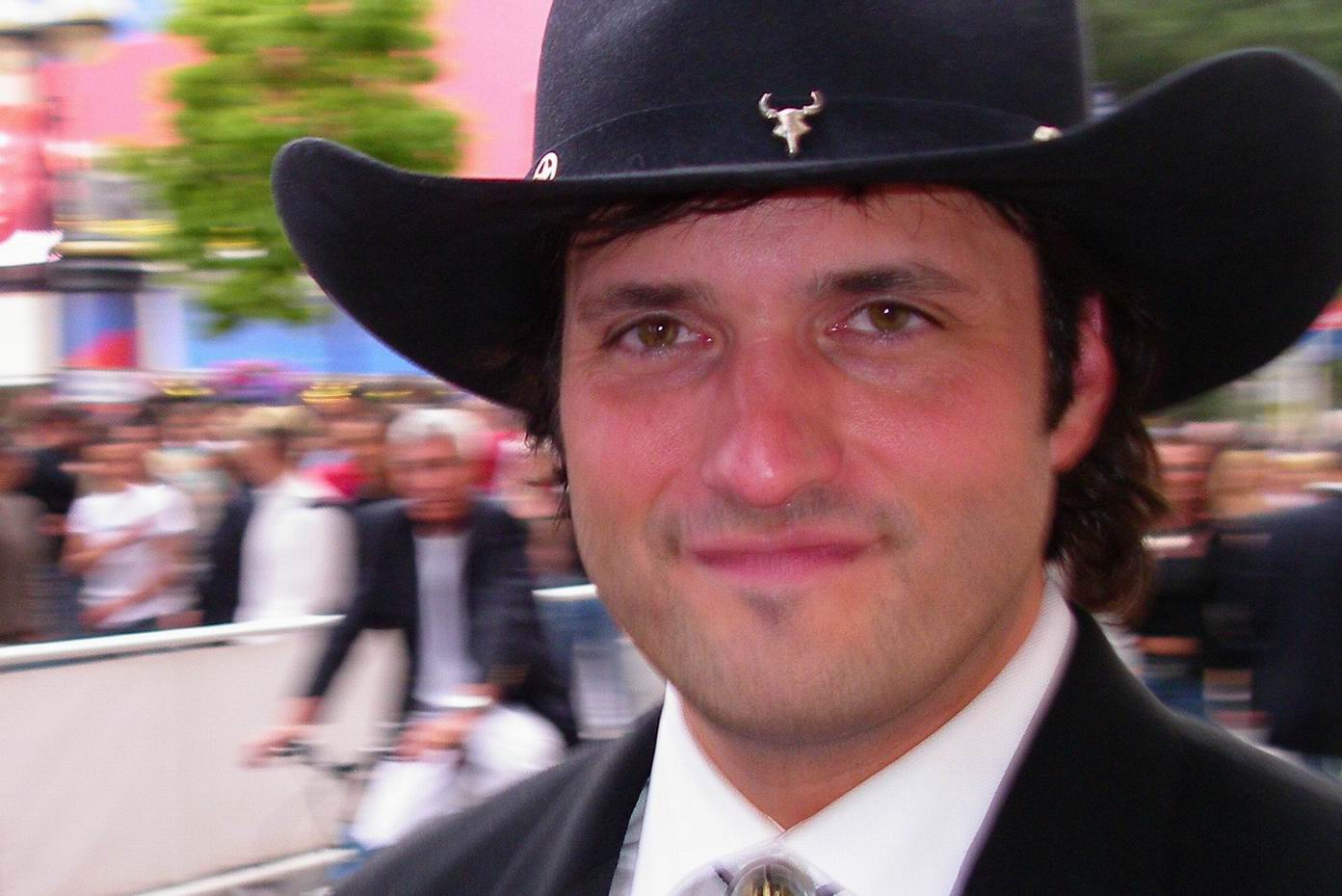
Robert Rodriguez

| Filmtitel                                                   | Regisseur                          | Produktionsland                              | Darsteller (Auswahl)                                    |
| Bashing                                                     | Masahiro Kobayashi                 | Japan                                        | Fusako Urabe                                            |
| Batalla en el cielo                                         | Carlos Reygadas                    | Mexiko, Belgien, Frankreich, Deutschland     |                                                         |
| Broken Flowers                                              | Jim Jarmusch                       | USA, Frankreich                              | Bill Murray, Julie Delpy                                |
| Caché                                                       | Michael Haneke                     | Österreich, Deutschland, Frankreich, Italien | Daniel Auteuil, Juliette Binoche, Annie Girardot        |
| Don’t Come Knocking                                         | Wim Wenders                        | Frankreich, USA, Deutschland                 | Sam Shepard, Jessica Lange, Tim Roth                    |
| Free Zone                                                   | Amos Gitai                         | Israel, Belgien, Frankreich, Spanien         | Natalie Portman, Hanna Laslo, Hiam Abbass               |
| Geuk jang jeon                                              | Hong Sang-soo                      | Südkorea, Frankreich                         |                                                         |
| Election                                                    | Johnnie To                         | Hongkong                                     |                                                         |
| A History of Violence                                       | David Cronenberg                   | Deutschland, USA                             | Viggo Mortensen, Maria Bello, Ed Harris                 |
| Kilomètre zéro                                              | Hiner Saleem                       | Frankreich, Irak, Finnland                   |                                                         |
| Das Kind*                                                   | Jean-Pierre Dardenne, Luc Dardenne | Belgien, Frankreich                          |                                                         |
| Last Days                                                   | Gus Van Sant                       | USA                                          | Michael Pitt, Lukas Haas, Asia Argento                  |
| Lemming**                                                   | Dominik Moll                       | Frankreich                                   | Laurent Lucas, Charlotte Gainsbourg, Charlotte Rampling |
| Malen oder Lieben                                           | Arnaud Larrieu, Jean-Marie Larrieu | Frankreich                                   | Sabine Azéma, Daniel Auteuil                            |
| Manderlay                                                   | Lars von Trier                     | DK, S, NL, F, D, GB                          | Bryce Dallas Howard, Danny Glover, Willem Dafoe         |
| Quando sei nato non puoi più nasconderti                    | Marco Tullio Giordana              | Italien, Frankreich, Großbritannien          |                                                         |
| Shanghai Dreams                                             | Wang Xiaoshuai                     | Volksrepublik China                          |                                                         |
| Sin City                                                    | Robert Rodriguez                   | USA                                          | Mickey Rourke, Jaime King, Elijah Wood                  |
| Three Burials – Die drei Begräbnisse des Melquiades Estrada | Tommy Lee Jones                    | USA, Frankreich                              | Tommy Lee Jones, Barry Pepper                           |
| Wahre Lügen                                                 | Atom Egoyan                        | Kanada, Großbritannien                       | Kevin Bacon, Colin Firth                                |
| Three Times                                                 | Hou Hsiao-Hsien                    | Frankreich, Taiwan                           | Qi Shu                                                  |

* = Goldene Palme
** = Eröffnungsfilm

## Internationale Jury
Jurypräsident war der Regisseur Emir Kusturica. Die weiteren Jurymitglieder waren Fatih Akin, Javier Bardem, Nandita Das, Salma Hayek, Benoît Jacquot, Toni Morrison, Agnès Varda und John Woo.

## Preisträger
- Goldene Palme: Das Kind
- Großer Preis der Jury: Broken Flowers
- Jurypreis: Shanghai Dreams
- Bester Schauspieler: Tommy Lee Jones in Three Burials – Die drei Begräbnisse des Melquiades Estrada
- Beste Schauspielerin: Hanna Laslo in Free Zone
- Bester Regisseur: Michael Haneke für Caché
- Bestes Drehbuch: Guillermo Arriaga für Three Burials – Die drei Begräbnisse des Melquiades Estrada

## Un Certain Regard
In der Sektion Un Certain Regard wurden in diesem Jahr unter anderem diese Filme vorgestellt:
Der Bogen von Kim Ki-duk, Falscher Bekenner von Christoph Hochhäusler, Havanna Blues von Benito Zambrano, Schläfer von Benjamin Heisenberg, Die Zeit die bleibt von François Ozon. Den Un Certain Regard Preis erhielten in diesem Jahr der rumänische Film Der Tod des Herrn Lazarescu von Cristi Puiu und der französische Film Der Filmer von Alain Cavalier.